# Kałwągi

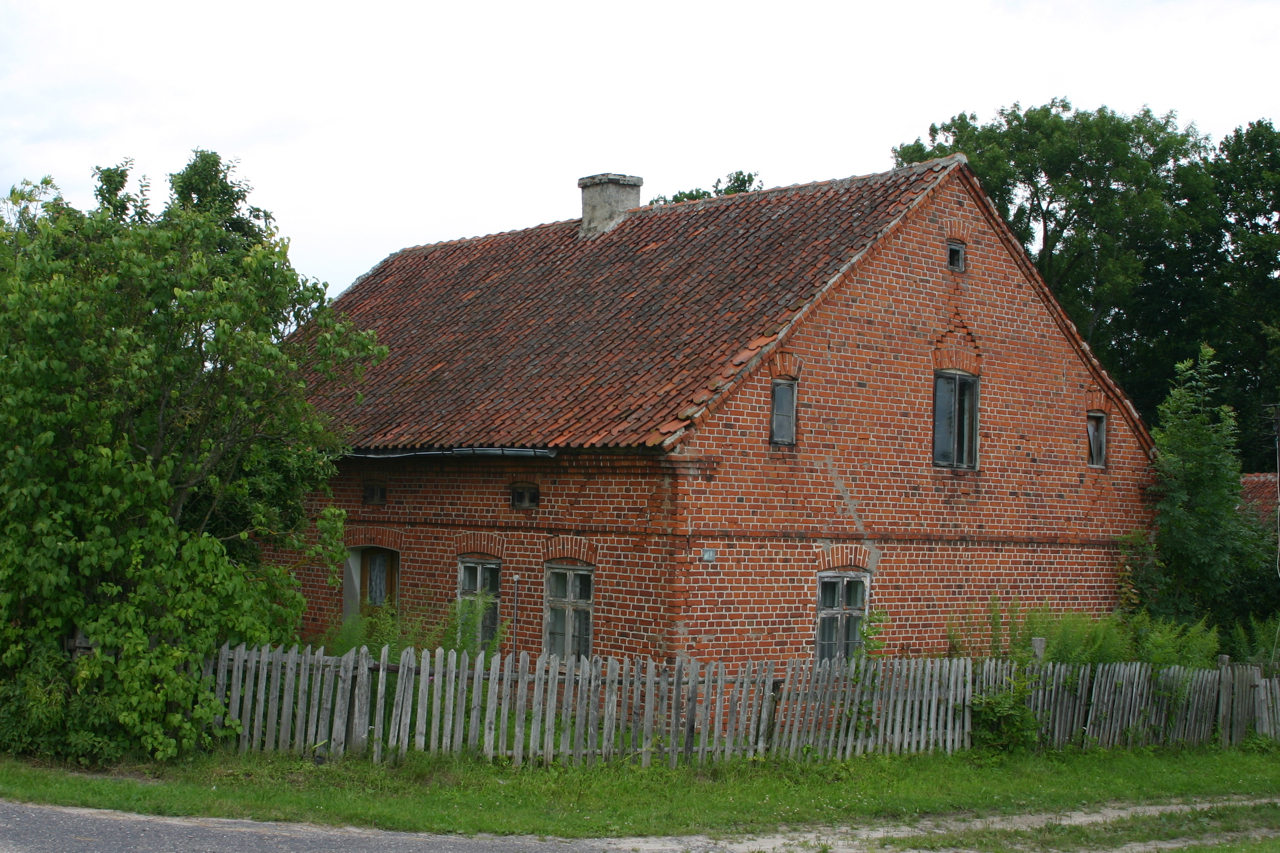
Kałwągi

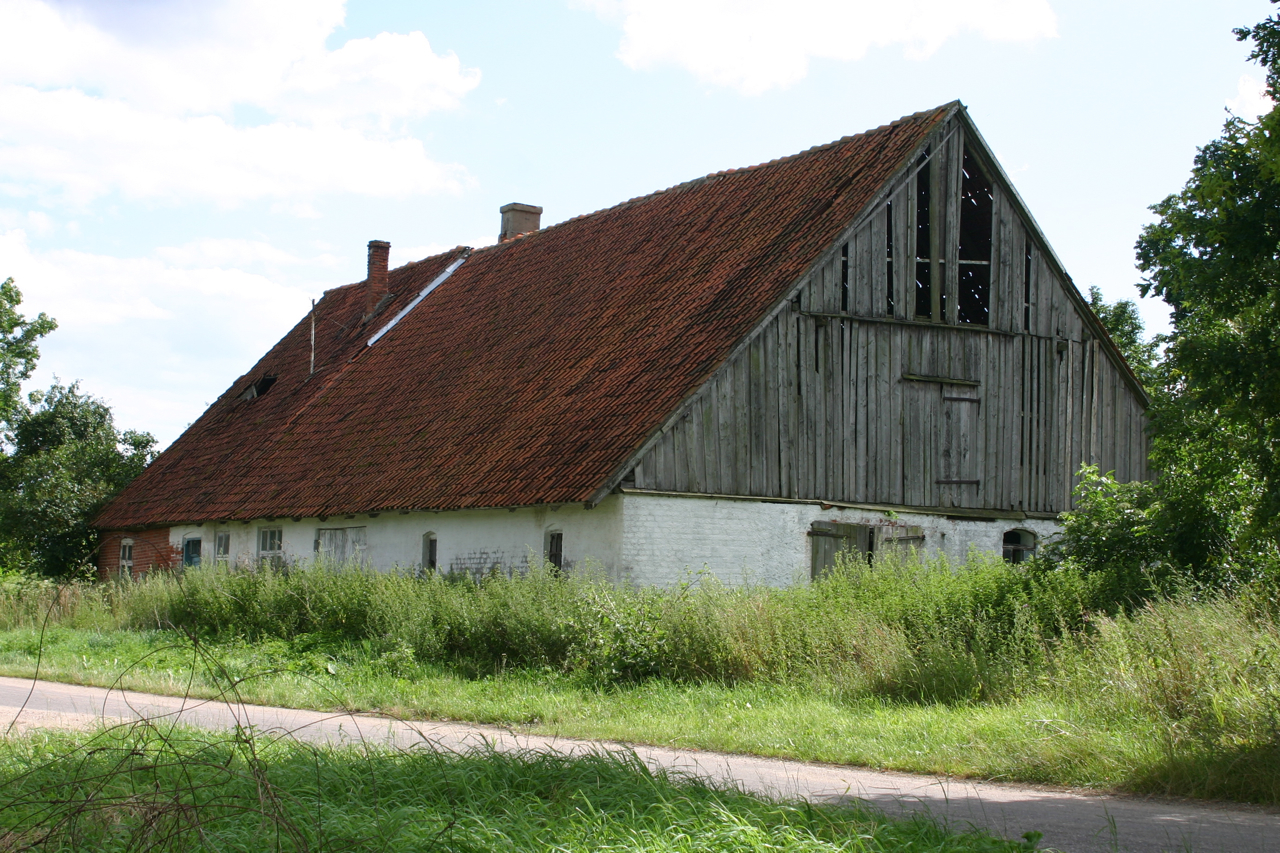

Kałwągi ([kaʊ̯ˈvɔŋɟi], deutsch Kaltwangen) ist ein Dorf in Polen in der Woiwodschaft Ermland-Masuren, das zur Gmina Korsze (Stadt- und Landgemeinde Korschen) im Powiat Kętrzyński (Kreis Rastenburg) gehört.

## Geographische Lage
Kałwągi liegt etwa 14 Kilometer südlich der Staatsgrenze Polens zur russischen Oblast Kaliningrad. Die nächsten Städte sind Sępopol (Schippenbeil) etwa sechs Kilometer nordwestlich und Korsze etwa acht Kilometer südöstlich.

## Geschichte
Das heutige Kałwągi wurde im 14. Jahrhundert nach Kulmer Recht angelegt. 1359 sprach Winrich von Kniprode dem Dorf zusätzlich zwei Morgen Land zu, womit zum Dorf, das bereits eine Schenke besaß, 50 Hufen (rund 900 Hektar) Land gehörten. Davon gehörten 5 Hufen (knapp 90 Hektar) dem Dorfschulzen. 1419 wurde der Ort als Caltwange erwähnt, ein prußischer Name, der sich aus „kalte“ (sandige Stelle) und „wangus“ (Eichwald) zusammensetzt. 1785 besaß das Dorf 24 Wohnhäuser, 1817 waren es 22 mit 215 Einwohnern.
Von 1874 bis 1945 war Kaltwangen in den Amtsbezirk Prassen (polnisch Prosna) eingegliedert. Es gehörte zum Kreis Rastenburg im Regierungsbezirk Königsberg in der preußischen Provinz Ostpreußen.
Am 1. Dezember 1920 wurden in Kaltwangen 263 Einwohner gezählt, 1933 201 und 1939 172.
1970 waren es 183 Einwohner. In dem Jahr gab es eine Grundschule sowie einen Bibliothekspunkt. Seit der Abschaffung der Gromadas 1972 bildet das Dorf mit sechs weiteren Ortschaften ein Schulzenamt. Im Jahre 2011 zählte Kałwągi 123 Einwohner.

## Kirche
Bis 1945 war Kaltwangen in die evangelische Kirche Leunenburg (polnisch Sątoczno) in der Kirchenprovinz Ostpreußen der Kirche der Altpreußischen Union sowie in die katholische Kirche Sturmhübel (polnisch Grzęda) im Bistum Ermland eingepfarrt. Heute gehört Kałwągi zur evangelischen Pfarrei Kętrzyn – mit den Filialkirchen Bartoszyce (Bartenstein) und Barciany (Barten) – in der Diözese Masuren der Evangelisch-Augsburgischen Kirche in Polen sowie zur katholischen Pfarrei Sątoczno im jetzigen Erzbistum Ermland.

## Verkehr
Kałwągi ist über eine Nebenstraße zu erreichen, die von Prosna (Prassen) über Wetyn (Wettin) in den Ort führt.
Die nächste Bahnstation befindet sich im acht Kilometer entfernten Korsze.
Der nächste internationale Flughafen ist der Flughafen Kaliningrad etwa 90 Kilometer nördlich von Kałwągi auf russischem Hoheitsgebiet und außerhalb der Europäischen Union. Etwa 190 Kilometer westlich liegt der Lech-Wałęsa-Flughafen Danzig, welcher der nächste internationale Flughafen auf polnischem Staatsgebiet ist. Der Flughafen Szczytno-Szymany liegt etwa 80 Kilometer südlich von Kałwągi, hat aber nur saisonal internationale Flugbewegungen.